# Inżynieria komputerowa

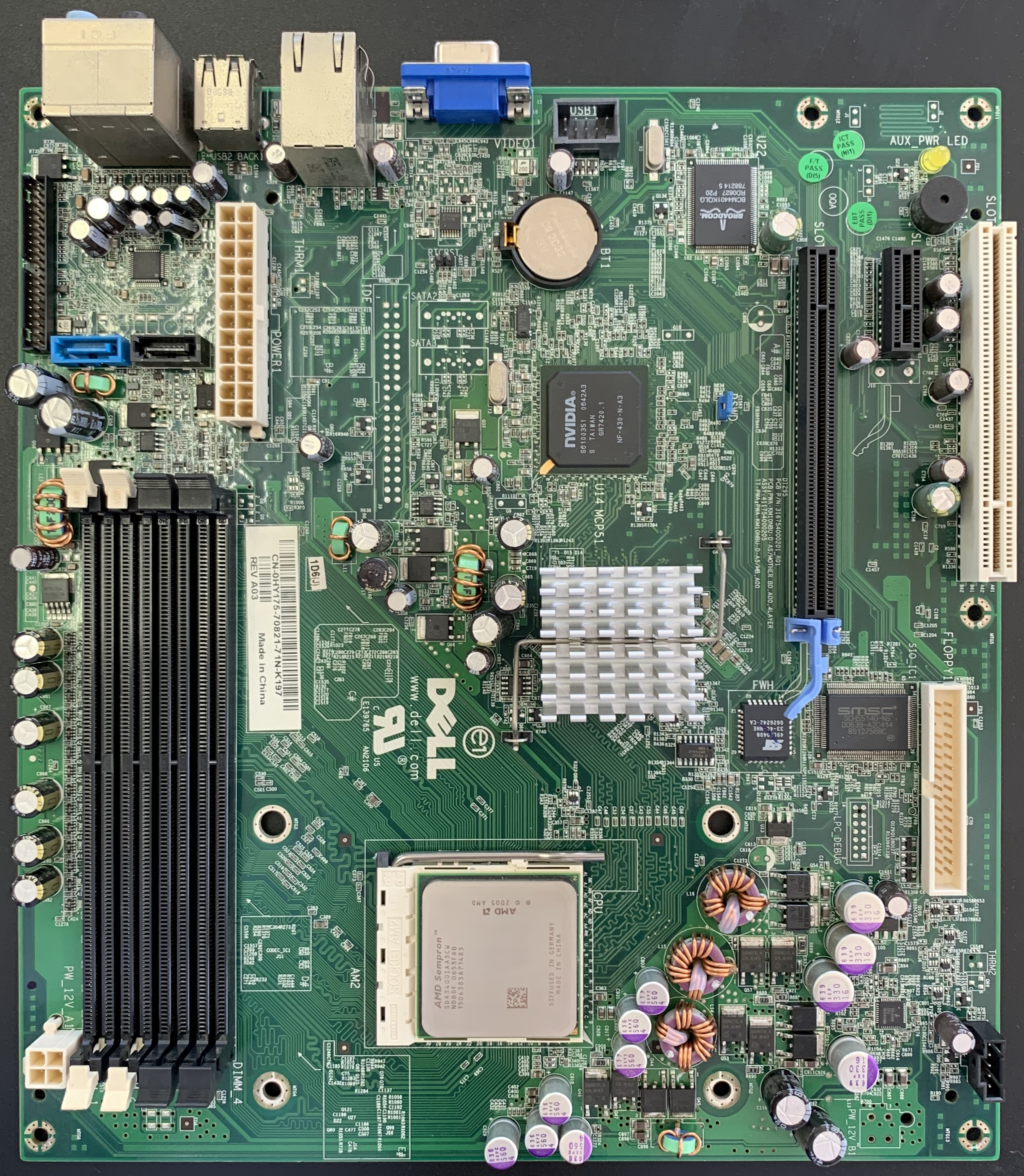

Inżynieria komputerowa (z ang. Computer engineering) nazywana także informatyką techniczną (z niem. Technische Informatik) lub elektroniką komputerową – dyscyplina, która zajmuje się architekturą projektowaniem i działaniem systemów komputerowych, w tym wbudowanych na poziomie sprzętowym oraz oprogramowania sprzętowego.

## Główne obszary
Wiele części inżynierii komputerowej współcześnie jest przedmiotem badań przemysłowych, których praktyczne wdrożenie, ze względu na wielkość rynku, znacznie wykracza poza czysto akademickie możliwości. W związku z tym wiele osiągnięć w dziedzinie technologii mikroprocesorów, komponentów pamięci, systemów magistrali i innych ważnych dziedzin jest obecnie osiąganych jedynie przemysłowo. Wiele innowacji jest możliwe dzięki nowym procesom produkcyjnym, choć nowatorskie architektury również odgrywają kluczową rolę. Główne obszary związane z inżynierią komputerową obejmują:
- projektowanie procesorów
- technikę cyfrową,
- technikę mikroprocesorową i systemy wbudowane,
- bezpośrednio programowalne macierze bramek,
- organizację i architekturę komputerów,
- systemy czasu rzeczywistego,
- integrację sprzętu z oprogramowaniem,
- języki opisu sprzętu,
- technologie sieci komputerowych,
- przetwarzanie sygnałów i obrazów, widzenie komputerowe,
- niezawodność i diagnostykę błędów systemów komputerowych,
- internet rzeczy.
- bezpieczeństwo sprzętu komputerowego